# 布朗大学学院

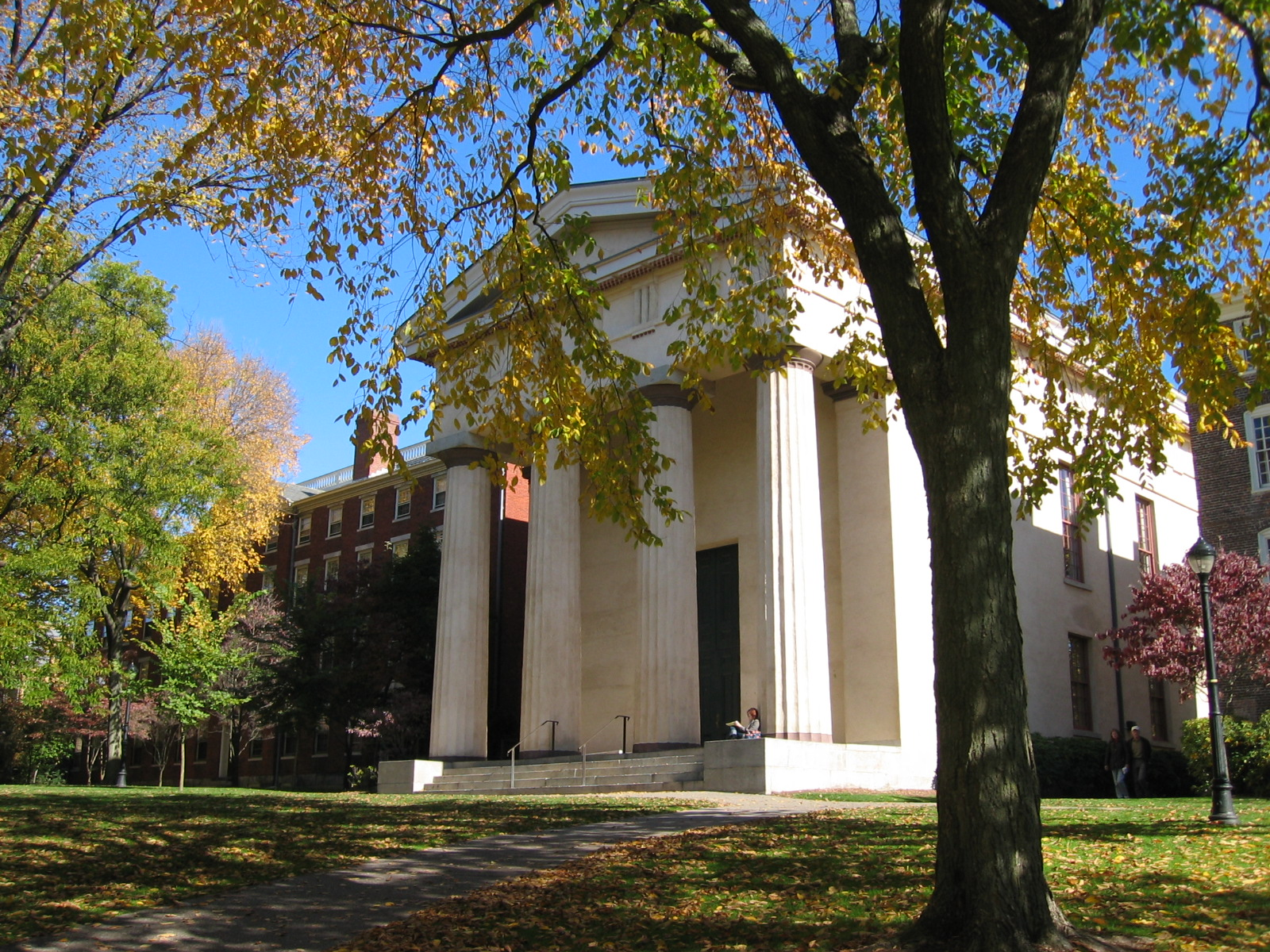
曼宁楼（Manning Hall），位于布朗大学校园内

布朗大学学院（英语：The College of Brown University）是坐落于美国罗得岛州普罗维登斯的本科教育机构，也是布朗大学最早成立的部分。

## 历史
1764年3月3日，新泽西学院（现普林斯顿大学）毕业生詹姆斯·曼宁（James Manning）和伊兹拉·斯蒂尔斯（Ezra Stiles），向英王提交了一份建立罗德岛学院的皇家特许状草案。其中提到，他们的使命便是通过提供语言和博雅教育让学生做好“履行生命职责”的准备。 1765年，曼宁成为学院第一位校长。1770年，学校从沃伦搬至今址——普罗维登斯河东岸的学院山。
1850年，时任校长弗朗西斯·韦兰（Francis Wayland）写道：“课程应遵循每个学生可以学习‘他挑选的、他所挑选的全部以及全部为他挑选的’的原则来安排。”但是，学院并未做出任何做出任何课纲上的调整，直到一百余年后。1969年，布朗新课纲开始施行，废除了一切必修课程，以及允许学生将任何课程以“满意/不及格”方式打分。学院还废除了打分中的加号、减号和D。

## 学术

### 授予学位
学院授予两种不同的本科学位：文学士（A.B.）和理学士（Sc.B.）

### 双重学位

#### 文学士/理学士（A.B./Sc.B.）
在达到每个学位的要求之后，学生可以选择在五年内毕业，并拿到文学士/理学士双重学位。双重学位同双专业学位不同，后者只能领取一个学位。

#### 博雅医学教育项目（PLME）
博雅医学教育项目（Program in Liberal Medical Education，PLME） 是一个八年的本医连读项目。学生在学院拿到本科学位后自动进入布朗大学医学院继续学习，直至获得医学士（M.D.）学位。该项目是美国最难录取的大学项目之一：例如在2015年，仅有90名学生从2290位申请者中成功进入PLME项目学习。

#### 布朗－罗德岛设计学院双联学制（Brown-RISD）
学院同邻近的罗德岛设计学院交流频繁。双方学生不但可以互选对方课程（cross-registeration），2007年，两校推出了五年内获得布朗大学学院文学士（A.B.）和罗德岛设计学院艺术学士（B.F.A.）两个学位的合作项目。若进入该项目，学生必须被两校同时录取。

## 链接
- Official Website of The College of Brown University （页面存档备份，存于）